# Pływanie na Letnich Igrzyskach Olimpijskich 1924 – 400 m stylem dowolnym mężczyzn
Wyścig na 400 metrów stylem dowolnym mężczyzn było jedną z konkurencji pływackich na Letnich Igrzyskach Olimpijskich 1924. Zawody odbyły się w dniach 16–18 lipca na obiekcie Piscine des Tourelles  . W zawodach uczestniczyło 23 zawodników z trzynastu reprezentacji .
W rywalizacji uczestniczyli: mistrz na 1500 metrów w stylu dowolnym, Australijczyk Andrew „Boy” Charlton; za kilka dni mistrz olimpijski na 100 metrów stylem dowolnym, Amerykanin Peter „Johnny” Weissmuller; oraz rekordzistę świata  Szweda Arne Borg . W wyścigu finałowym trzech zawodników szybko zostawiło w tyle brata bliźniaka Arne, Åke Borga, oraz Brytyjczyka Johna Hatfielda. Weissmuller wyszedł na widoczne prowadzenie po 200 metrach, lecz Szwed utrzymywał się za nim i powoli zmniejszał stratę. Ostatecznie Amerykanin wygrał przyspieszając na ostatnich 25 metrach .

## Wcześniejsze rekordy
| Rekord świata (WR)     | 4:57,0 | Johnny Weissmuller (USA) | New Haven (USA) | 6 marca 1923  |
| Rekord olimpijski (OR) | 5:24,4 | George Hodgson (CAN)     | Sztokholm (SWE) | 14 lipca 1912 |

## Wyniki

### Eliminacje
Awans do półfinału: dwóch najszybszych zawodników z każdego biegu (Q) i najszybszy z trzeciego miejsca ze wszystkich biegów (q)  .
Wyścig 1
| Miejsce | Zawodnik                | Czas   | Uwagi |
| ------- | ----------------------- | ------ | ----- |
| 1.      | Ralph Breyer            | 5:22,4 | Q     |
| 2.      | John Hatfield           | 5:32,6 | Q     |
| 3.      | Atilije Venturini       | 6:28,0 |       |
| –       | Maurice "Moss" Christie | 6:39.2 |       |

Wyścig 2
| Miejsce | Zawodnik               | Czas   | Uwagi |
| ------- | ---------------------- | ------ | ----- |
| 1.      | Åke Borg               | 5:28,2 | Q     |
| 2.      | Václav Antoš           | 5:34,8 | Q     |
| 3.      | Dionysios Vasilopoulos | 6:21,4 |       |
| 4.      | Đura Sentđerđi         | 6:41,4 |       |

Wyścig 3
| Miejsce | Zawodnik           | Czas   | Uwagi |
| ------- | ------------------ | ------ | ----- |
| 1.      | Johnny Weissmuller | 5:22,2 | Q     |
| 2.      | Boy Charlton       | 5:30,2 | Q     |
| 3.      | Edward Peter       | 5:38,6 |       |
| 4.      | Salvator Pellegry  | 5:56,2 |       |
| 5.      | Jakob Köhler       | 6:20,4 |       |

Wyścig 4
| Miejsce | Zawodnik          | Czas   | Uwagi |
| ------- | ----------------- | ------ | ----- |
| 1.      | Arne Borg         | 5:31,8 | Q     |
| 2.      | Frank Beaurepaire | 5:38,0 | Q     |
| 3.      | Kazuo Noda        | 5:43,8 |       |
| 4.      | Alberto Zorrilla  | 5:49,4 |       |
| 5.      | Stanislav Bičák   | 5:52,4 |       |

Wyścig 5
| Miejsce | Zawodnik            | Czas   | Uwagi |
| ------- | ------------------- | ------ | ----- |
| 1.      | Lester Smith        | 5:32,4 | Q     |
| 2.      | Harold Annison      | 5:32,6 | Q     |
| 3.      | George Vernot       | 5:35,2 | q     |
| 4.      | Édouard van Zeveren | 5:59,8 |       |
| 5.      | Pedro Méndez        | 6:26,6 |       |

### Półfinały
Awans do finału: dwóch najszybszych zawodników z każdego biegu (Q) i najszybszy z trzeciego miejsca ze wszystkich biegów (q)  .
Półfinał 1
| Miejsce | Zawodnik           | Czas   | Uwagi |
| ------- | ------------------ | ------ | ----- |
| 1.      | Johnny Weissmuller | 5:13,6 | Q     |
| 2.      | Boy Charlton       | 5:32,6 | Q     |
| 3.      | George Vernot      | 5:38,0 |       |
| 4.      | Václav Antoš       | 5:53,2 |       |
| –       | Ralph Breyer       | DNS    |       |

Półfinał 2
| Miejsce | Zawodnik                    | Czas   | Uwagi |
| ------- | --------------------------- | ------ | ----- |
| 1.      | Arne Borg                   | 5:21,4 | Q     |
| 2.      | Åke Borg                    | 5:25,0 | Q     |
| 3.      | John Hatfield               | 5:30,4 | q     |
| 4.      | Lester Smith                | 5:37,6 |       |
| 5.      | Harold Annison              | 5:39,4 |       |
| –       | Francis „Frank” Beaurepaire | DNF    |       |

### Finał
Źródło  .
| Miejsce | Zawodnik           | Czas   |
| ------- | ------------------ | ------ |
|         | Johnny Weissmuller | 5:04,2 |
|         | Arne Borg          | 5:05,6 |
|         | Boy Charlton       | 5:06,6 |
| 4.      | Åke Borg           | 5:26,0 |
| 5.      | John Hatfield      | 5:32,0 |